# Jan Burgundský (1231–1267)
Jan Burgundský (1231 – 29. září 1267) byl hrabě ze Charolais a pán z Bourbonu, mladší syn Huga IV. Burgundského a jeho manželky Jolandy z Dreux.
Jan se v únoru 1248 oženil s Anežkou, dědičkou Archambauda IX. Bourbonského z rodu Dampierre. Po tchánově smrti v roce 1229 se Jan stal z práva své manželky (jure uxoris) pánem z Bourbonu.
Jan měl s Anežkou dceru Beatrix, která zdědila majetek obou svých rodičů. V roce 1272 se provdala za královského prince Roberta z Clermontu a založila tak Kapetovskou dynastii Bourbonů.